# Спиреныши
Спиреныши — деревня в Кезском районе Удмуртской республики.

## География
Находится в северо-восточной части Удмуртии на расстоянии приблизительно 17 км на восток-юго-восток по прямой от районного центра поселка Кез.

## История
Известна с 1802 года как починок Вверх по речке Пыхте (Пыхтынской). В 1873 году учтено 7 дворов, в 1893 (починок По речке Пыхта или Спиреныши) — 22, в 1905 — 34, в 1924 (деревня Спиреныши или Гозег)- 46. До 2021 года входила в состав Сюрзинского сельского поселения.

## Население
Постоянное население составляло 5 мужчин (1802 год), 91 человек (1873), 207 (1893, русские 22 и удмурты 184), 292 (1905), 327 (1924), 38 человек в 2002 году (удмурты 92 %), 12 в 2012.